# Dermatomero
Il dermatomero è la regione cutanea innervata da una singola radice spinale posteriore (radice sensitiva) di un nervo spinale.
Poiché vi è una scarsa sovrapposizione tra i dermatomeri, tutta la superficie corporea può essere schematicamente mappata per il proprio riferimento sensitivo a livello del midollo spinale.
I nervi spinali sono tanti quanti gli incavi tra le vertebre, così che risultano 31 segmenti spinali. Abbiamo quattro grandi gruppi di segmenti spinali: ci sono 8 nervi cervicali C (1-8), dove C1 è un'eccezione perché non è provvisto di dermatomero), 12 nervi toracici T (1-12), 5 nervi lombari L (1-5), 5 nervi sacrali S (1-5) e uno coccigeo. Ognuno di questi nervi trasmette sensazioni (incluso il dolore) da una specifica regione della pelle al cervello.
Un singolo segmento spinale innerva una determinata regione della cute grazie al nervo destro e a quello sinistro. La regione innervata dal singolo segmento, prende appunto il nome di dermatomero.
Lungo il torace e l'addome i dermatomeri sono impilati, e ciascuno è innervato da un diverso nervo spinale. Lungo gli arti invece corrono longitudinalmente. Sebbene il modello generale sia simile in tutti gli individui, le precise aree di innervazione sono uniche come le impronte digitali.

## Dermatomeri importanti e punti di riferimento anatomici
Di seguito è riportato un elenco di nervi spinali e punti appartenenti al dermatomero di ciascun nervo:
- C2 - si trova lateralmente alla protuberanza occipitale alla base del cranio, e almeno 3 cm dietro l'orecchio.
- C3 - Nella fossa sopraclaveare.
- C4 - Sopra l'articolazione acromioclavicolare.
- C5 - Sul lato laterale (radiale) della fossa antecubitale, prossimalmente al gomito.
- C6 - Sulla superficie dorsale della falange prossimale del pollice.
- C7 - Sulla superficie dorsale della falange prossimale del dito medio.
- C8 - Sulla superficie dorsale della falange prossimale del mignolo.
- T1 - Sul lato mediale (ulnare) della fossa antecubitale, prossimalmente all'epicondilo mediale dell'omero.
- T2 - All'apice dell'ascella.
- T3 - Intersezione della linea medioclavicolare con il terzo spazio intercostale.
- T4 - Intersezione della linea medioclavicolare con il quarto spazio intercostale, a livello dei capezzoli.
- T5 - Intersezione della linea medioclavicolare con il quinto spazio intercostale, situato orizzontalmente, a metà strada tra i capezzoli e il processo xifoideo.
- T6 - Intersezione della linea medioclavicolare con il processo xifoideo.
- T7 - A un quarto della distanza tra il processo xifoideo e l'ombelico.
- T8 - A metà della distanza tra il processo xifoideo e l'ombelico.
- T9 - A tre quarti della distanza tra il processo xifoideo e l'ombelico.
- T10 - A livello dell'ombelico.
- T11 - A metà tra l'ombelico e il legamento inguinale.
- T12 - Intersezione della linea medioclavicolaree col punto medio del legamento inguinale.
- L1 - A metà strada tra i punti sensoriali chiave per T12 e L2.
- L2 - Sulla coscia mediale anteriore, nel punto medio di una linea che collega il punto medio del legamento inguinale e l'epicondilo mediale del femore.
- L3 - Nell'epicondilo mediale del femore.
- L4 - Sopra il malleolo mediale.
- L5 - Sul dorso del piede nella terza articolazione metatarso-falangea.
- S1 - Sul lato del calcagno.
- S2 - Nel punto medio della fossa poplitea.
- S3 - Sopra la tuberosità dell'ischio o della piega dell'infiorale.
- S4 e S5 - Nell'area perianale, meno di un cm lateralmente alla zona mucocutanea.

## Patologia
Un dermatomero è un'area della pelle innervata da neuroni sensoriali che derivano dai gangli dei nervi spinali. I sintomi che seguono un dermatomero (ad esempio dolore o eruzione cutanea) possono indicare una patologia che coinvolge la relativa radice nervosa. Per esempio si possono citare disfunzioni somatiche della colonna vertebrale o le infezioni virali. Alcuni problemi della pelle tendono ad orientare le lesioni in direzione dermatomale. I virus che giacciono nei gangli nervosi (ad esempio il virus della varicella-zoster, che causa sia la varicella che l'herpes zoster), causano dolore, eruzioni cutanee in uno schema definito da un dermatomero (schema zosteriforme). Tuttavia, i sintomi potrebbero anche non apparire in tutto il dermatomero.

## Galleria d'immagini

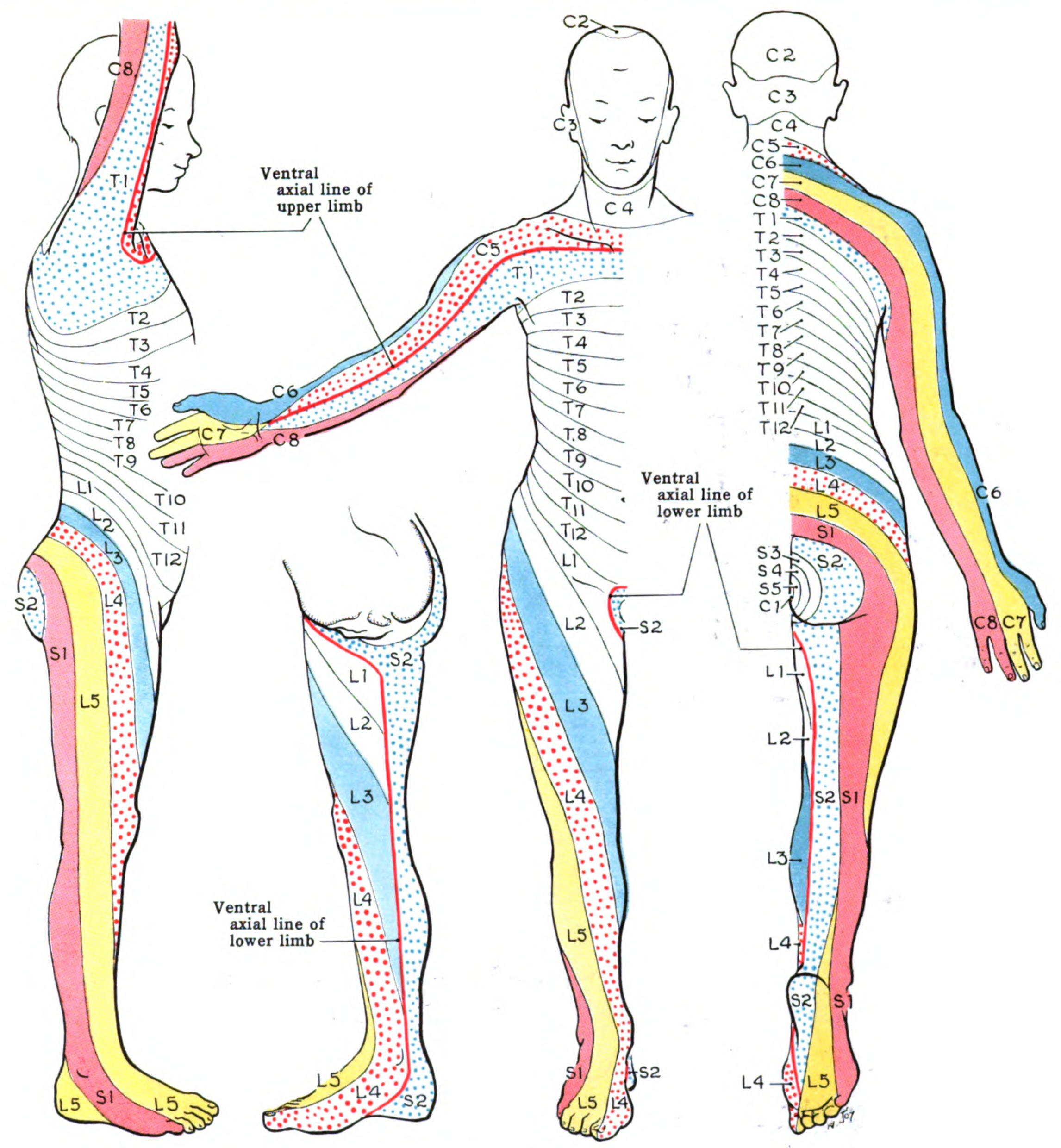
Dermatomi degli arti superiori e inferiori
Diagramma della distribuzione segmentale dei nervi cutanei dell'estremità superiore destra.
Diagramma della distribuzione dei nervi cutanei dell'arto inferiore.
Diagramma della distribuzione dei nervi cutanei del piede